# Асакусабаси
Асакусабаси (яп. 浅草橋 асакуса баси) — токийский квартал, расположен в специальном районе Тайто.

## История
Квартал известен своими большими магазинами, которые продают традиционные японские куклы.
Токийская франко-японская средняя школа также расположена в этом квартале.

## Транспорт
Станция Асакусабаси расположена на линии Собу, а также на линии Асакуса.